# Acer Liquid Metal
Acer Liquid MT (hay Liquid Metal) là một điện thoại thông minh của Acer chạy hệ điều hành Android. Sau các tin đồn, cuối cùng thiết bị này đã được chính thức công bố vào tháng 10 năm 2010. Nó chạy hệ điiều hành Android 2.2 (Froyo) với bộ xử lý 800 MHz Qualcomm MSM7230, và có bộ nhớ RAMK 512 MB cùng bộ nhớ ROM 512 MB. Thiết bị có khả năng nhận biết cảm ứng đa điểm với 4 ngón tay, tích hợp GPS, cùng máy ảnh 5 MP.
Acer Liquid MT có giá từ  13,000 đến  14,000 ở thị trường Ấn Độ.

## Thông số kĩ thuật
Theo trang web của Acer, thông số kĩ thuật của thiết bị vào thời điểm tháng tháng 10 năm 2010 là:
- Kích thước và trọng lượngt: 115 x 63 x 13,5 135 g
- Màn hình: LCD 3.6” WVGA cảm ứng đa điểm, 16 M màu
- Kết nối: HSPA 14.4Mbit/s, WiFi và Bluetooth
- Ứng dụng mạng xã hội: có ứng dụng Facebook và Twidroid được cài sẵn

Liquid Metal có hai phiên bản màu: vàng và nâu
Vào tháng 10 năm 2011, bản cập nhật hệ điều hành Android 2.3.5 Gingerbread cho Liquid MT được Acer chính thức phát hành.